# Lilla Holmsjön (Stora Tuna socken, Dalarna)
Lilla Holmsjön är en sjö i Borlänge kommun i Dalarna och ingår i Dalälvens huvudavrinningsområde. Sjön har en area på 0,062 kvadratkilometer och ligger 107,2 meter över havet. Sjön med dess kringområde ingår i naturreservatet Holmsjöarna.

## Delavrinningsområde
Lilla Holmsjön ingår i det delavrinningsområde (670295-148435) som SMHI kallar för Utloppet av Stora Holmsjön. Medelhöjden är 125 meter över havet och ytan är 7,37 kvadratkilometer. Det finns inga avrinningsområden uppströms utan avrinningsområdet är högsta punkten. Vattendraget som avvattnar avrinningsområdet har biflödesordning 2, vilket innebär att vattnet flödar genom totalt 2 vattendrag innan det når havet efter 196 kilometer. Avrinningsområdet består mestadels av skog (14 procent), öppen mark (15 procent) och jordbruk (50 procent). Avrinningsområdet har 0,35 kvadratkilometer vattenytor vilket ger det en sjöprocent på 4,8 procent. Bebyggelsen i området täcker en yta av 1,14 kvadratkilometer eller 15 procent av avrinningsområdet.